# Parc provincial Golden Ears
Le parc provincial Golden Ears est un parc provincial de la Colombie-Britannique situé près de Vancouver.

Dans le parc de Golden Ears. Avril 2021.

Le panorama sur le parc provincial Golden Ears depuis le sommet de Evans Peak. Mai 2021.